# Барская швейная фабрика
Барская швейная фабрика (укр. Барська швейна фабрика) — предприятие швейной промышленности в городе Бар Барского района Винницкой области Украины.

## История
В 1923 году Бар стал центром Барского района, что ускорило развитие населённого пункта.
В ходе индустриализации 1930-х годов на базе артели «Кооптекстиль» была создана швейная фабрика. Также, в городе была построена электростанция (в 1936 году введённая в эксплуатацию, после чего промышленные предприятия были электрифицированы), в дальнейшем при фабрике был создан медпункт.
В ходе Великой Отечественной войны 16 июля 1941 года Бар был оккупирован наступавшими немецкими войсками, 25 марта 1944 года — освобождён советскими войсками. В ходе боевых действий и немецкой оккупации предприятие пострадало, поэтому изначально швейное производство было восстановлено в виде артели индивидуального шитья. После того, как была восстановлена городская электростанция и несколько других предприятий города возникли предпосылки к восстановлению швейной фабрики.
После окончания войны фабрика была преобразована в крупное предприятие.
В целом, в советское время швейная фабрика входила в число ведущих предприятий города.
После провозглашения независимости Украины государственное предприятие было преобразовано в арендное предприятие. В мае 1995 года Кабинет министров Украины утвердил решение о приватизации фабрики. В дальнейшем, фабрика была реорганизована в открытое акционерное общество.
Начавшийся в 2008 году экономический кризис осложнил положение предприятия, и фабрика была реорганизована в общество с ограниченной ответственностью.

## Деятельность
Предприятие специализируется на производстве готовой мужской и женской одежды, основной продукцией являются юбки и штаны.